# جالوت هامور اقیانوس اطلس
جالوت هامور اقیانوس اطلس (نام علمی: Epinephelus itajara) نام یک گونه بزرگ‌جثه از زیرخانواده ساکن آب‌های شور هامور است. این گونه معمولاً در آب‌های استوایی کم‌عمق در بین مرجان‌ها و آب‌سنگ‌های مصنوعی در عمق ۵ تا ۵۰ متری زندگی می‌کند. دامنه این گونه شامل فلوریدا کیز در ایالات متحده، باهاما، بیشتر ساحل کارائیب و برزیل است.